# 아프리카귀룽나무
아프리카귀룽나무(Prunus africana)는 남아프리카와 중앙아프리카의 산간 지대, 비오코섬, 상투메섬, 그랑드코모르섬, 마다가스카르섬에서 자라는 식물로 아프리카체리(African cherry)라고도 한다. 해발 900 미터에서 3,400 미터 사이에서 자라며, 임관층을 이루는 나무로 30 미터에서 40 미터까지 자라 벚나무속에서는 가장 크다. 생장을 위해서는 습윤 기후, 900 mm에서 3,400 mm에 이르는 강수량, 춥지 않은 기온이 필요하다.
껍질은 검거나 갈색이고, 물결 모양이며 특징적인 원형 무늬로 갈라져 있다. 잎은 엇갈려 나며 길이는 8 cm에서 20 cm에 이르고, 타원형이고 매끄러우며, 윗부분은 진한 초록색이고 아래는 연한 초록색이며 끝은 톱니 모양이다. 꽃은 양성으로 충매화이며, 수꽃술은 10개에서 20개가 있고, 크기는 3 cm에서 8 cm이며 연한 하양이나 담황색이다. 꽃은 10월에서 5월 사이에 핀다. 열매는 핵과로 빨갛거나 갈색이며 7 mm에서 13 mm에 이른다. 수분이 이루어지고 수개월 뒤인 9월부터 11월 사이에 익는다.

## 생태
벚나무속의 다른 나무들과 마찬가지로 꽃꿀이 나 항초식동물들의 양분이 된다.
아프리카귀룽나무는 목재나 약재로 쓰일뿐만 아니라 과일을 먹는 새나 포유류의 중요한 식량원의 역할도 한다. 다이앤 포시는 비소케산의 북서쪽 비탈에 아프리카귀룽나무가 있는 능선이 있는데, 산악고릴라가 아프리카귀룽나무 열매를 매우 좋아한다고 기록했다. 또한 동물학자 조너선 킹던에 따르면 아프리카귀룽나무는 카루더스산악다람쥐의 서식처다. 1995년 2월 16일부터 멸종위기에 처한 야생동·식물의 국제거래에 관한 협약 부속서 Ⅱ에 따라 보호받고 있다.

## 쓰임새
아프리카귀룽나무는 오래 전부터 전통 약재로 쓰였다. 껍질은 다양한 방식으로 쓰이는데, 붕대나 설사약, 식욕자극제로 쓰이기도 하고 고열, 말라리아, 화살독, 복통, 신장병, 임질, 정신 이상을 치료하는 데에도 쓰인다.
추출물인 피지움(Pygeum)은 아프리카귀룽나무의 껍질에서 얻은 약초 치료제로, 전립선비대증을 다루는 대체의학에서 쓴다.